# Злобин, Василий Алексеевич
Васи́лий Алексе́евич Зло́бин (1759—1814) — вольский «именитый гражданин», известный предприимчивостью, богатством и благотворительностью, по словам Н. И. Костомарова, человек гениальный на поприще торговых спекуляций. Второй городской голова города Вольска.

## Биография

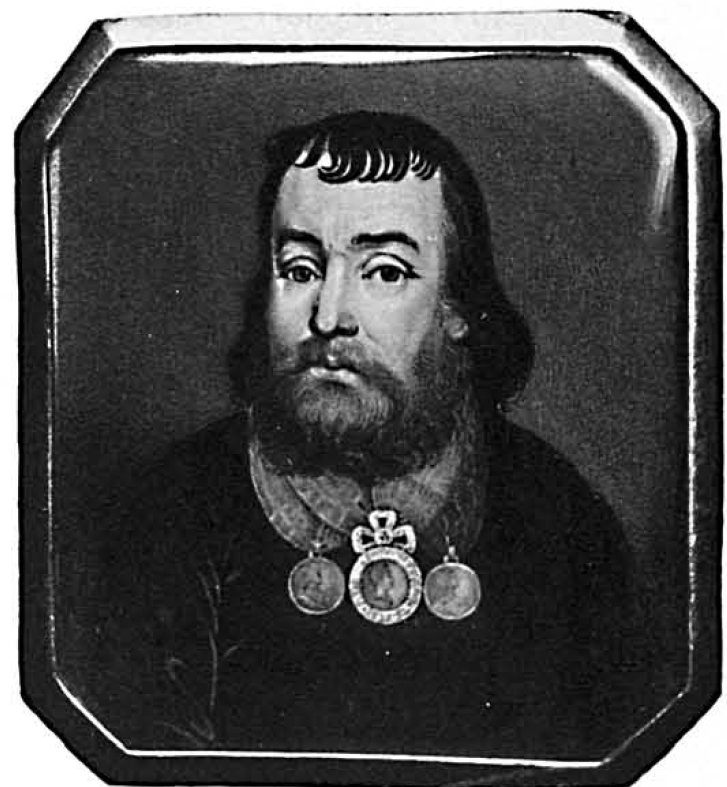
Злобин Василий Алексеевич (Соб. Ф. И. Прове, Москва)

Родился в семье бедного удельного крестьянина села Воскресенского Алексея Никифорова Половника, по прозвищу Злобин. Его отец служил сельским писарем в Воскресенском, затем на той же должности в более богатом селе Малыковке. После смерти отца его старший сын стал писцом в Малыковском приказе, а младший, Василий, из подпасков стал земским писарем в селе Барановка. Позднее, когда Иван стал сначала волостным писарем, а потом головой, Василий стал его помощником, а затем писарем в Малыковском волостном правлении. Был тихим и скромным человеком, готовым услужить и помочь. Жители села любили его и всем миром ходатайствовали за него перед отцом его невесты Пелагеи Михайловны Кузьминой. Богатый крестьянин, впоследствии ставший купцом Волковойновым, противился браку, не желая отдавать дочь за бедного и страдавшего заиканием Злобина, но в конце концов поддался на уговоры односельчан.
Вскоре после свадьбы, в 1780 году через Малыковку проезжал в своё имение в Царевщине генерал-прокурор князь А. А. Вяземский, чтобы выбрать себе земли, только что пожалованные ему императрицей. В числе подносивших дары высокому гостю был и Василий Злобин, обративший на себя внимание князя своим умом. От него Вяземский узнал о хороших лугах на реке Маянге с многочисленными рыбными озёрами. Осмотрев их, князь остался доволен советом и назначил Злобина же сначала принимать эти земли из казны, а затем управлять ими и винокуренным заводом в Царевщине.
Убедившись в ловкости и честности Злобина, Вяземский вызвал его в Санкт-Петербург, где поручил вести откупа на своё имя, но на деньги и под залог князя: «Ты будешь моим орудием, будешь полным хозяином снятых откупов; капитал и залоги мои; пользы общие». Покровительство генерал-прокурора стоило многого, так что когда князь Вяземский умер, ловкий и предприимчивый Злобин был уже миллионером, имел откупа во многих губерниях и брал большие подряды на поставку казённой соли в разные города и провианта для армии.
7 ноября 1780 года указом императрицы Екатерины II село Малыковка было преобразовано в уездный город Вольск. Иван Злобин стал одним из бурмистров, а Василий стал одним из ратманов. На новых выборах 7 февраля 1784 года общество единогласно выбрало городским головой Василия Злобина. При нём сформировалась и начала работу городская дума, в 1786 году была проведена местная перепись населения, были произведены измерения земли, принадлежавшей Вольску. В 1787 году он был выбран головой вторично. А 27 января 1789 года Злобин прислал согражданам извещение, что не будет участвовать в следующих выборах, поручает своему брату исполнение обязанностей головы и просит избрать на своё место нового достойного гражданина.
К тому времени дела Злобина постоянно требовали его присутствия то в Москве и Петербурге, то в Сибири, то в Астрахани и Одессе, и он уже не мог уделять городу достаточно внимания. Он стал весьма известным человеком в России, его расположения искали многие, он был близок с такими людьми как Кочубей, Козодавлев и Сперанский, на свояченице которого, англичанке Стивенс, женился его сын.

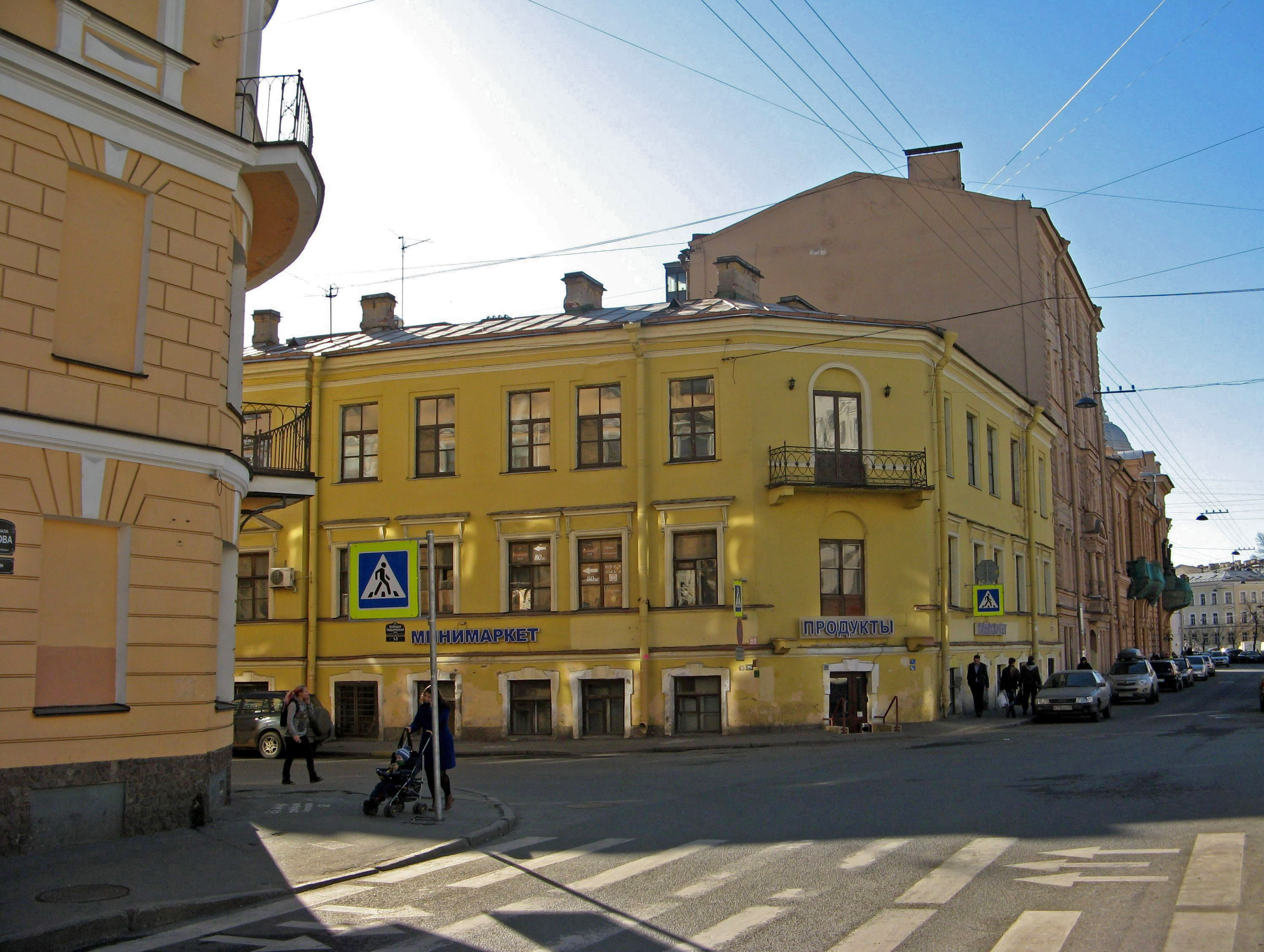
Дом В. А. Злобина в Санкт-Петербурге, современный вид

В 1796 году Злобин имел звание именитого гражданина и восемнадцать именных высочайших повелений, изданных за его благотворительную деятельность. Он держал винные откупы, содержал казённые рыбные промыслы в Астрахани, держал на откупе все игральные карты империи, поставлял продукты в Москву и Санкт-Петербург и соль в двадцать губерний России. По свидетельству Ф. Вигеля в день Злобин получал чистого дохода до 1000 рублей, при этом оставаясь довольно простым человеком. Он не гнался за модой, не брил бороду, не искал внимания у сильных мира сего, не добивался чинов и дворянства. Имел однако же страсть роскошно угощать в Петербурге знать и нужных ему людей. В Петербурге он нанимал трёхэтажный дом, где его навещали многие представители высшего общества. По описанию, данному ему одним из современников, встречавших его в Петербурге в 1802 году, Злобин представлял собою тип русского мужика, человека и доброго и хитрого; он сохранил и поступь, и речи, и поговорки своего первобытного состояния, одним словом, всё, даже одежду и бороду. В богатом русском кафтане он являлся по большим праздникам во дворец, и не было в Петербурге ни одного человека, который бы не знал его. Его приветливость, добродушие и роскошные обеды привлекали к нему толпы гостей. От чинов и орденов он отказывался, когда все за ними гонялись, он особенно дорожил званием именитого гражданина и довольствовался тремя золотыми медалями: на Аннинской ленте, пожалованная Екатериной II, на Владимирской — Павлом І и осыпанная бриллиантами с изображением на ней Александра I.
Не забывал Злобин о своей родине и очень много делал для Саратовской губернии и Вольска в особенности, саратовские власти ездили к нему на поклон, и он водил дружбу с губернатором А. Д. Панчулидзевым. Проживая в Петербурге в великолепном доме, он мечтал, однако же, к старости поселиться в родном Вольске, о котором непрерывно заботился: построил собор и церкви, больницы, разводил сады, на его деньги строились дома частным лицам, он даже хотел обнести весь город стеной и превратить его из уездного в губернский.
Жена Василия Алексеевича Пелагея повсюду сопровождала мужа, живя в роскоши и богатстве. Она, придерживаясь строгих правил старообрядчества, не смогла признать брак своего сына с англичанкой и уехала из Петербурга сперва в Вольск, а затем в Иргизский старообрядческий монастырь, где и скончалась в 1803 г.
Злобин покровительствовал служившим у него, и перспективных старался вывести в люди, так что многие потом сами стали богатыми и известными, как-то Сапожников,  Расторгуев, Рюмин, Брюханов или даже дворянами (как, например, Устиновы), он считал глупым того, кто не сумел, будучи у него на службе, составить себе состояния.
Сложность задуманных Злобиным предприятий, потери по откупам и при поставке соли в 1812 году, чрезмерное доверие к людям, злоупотребления работников постепенно привели его дела в упадок. Некоторые неосторожно обиженные им влиятельные лица вредили ему из мести и зависти. Смерть единственного сына Константина сильно сказалась на здоровье Злобина. Он стал задумчивым, забывчивым, впал в депрессию, оставшись совсем одиноким. Саратовский губернатор Панчулидзев вызвал его к себе, чтобы развлечь, но через неделю после приезда в Саратов Василий Злобин скончался. Был похоронен в Вольске на Соколовом бугре, где он некогда построил церковь и семейный склеп.
В Вольске долгое время хранился его портрет, работы Кипренского, который в 1880 году был пожертвован городу купцом Т. З. Епифановым.
После смерти Василия Алексеевича обнаружилась огромная недоимка по откупам, и хотя часть её Александр I простил, но на покрытие остальной части и прочих долгов ушло всё имущество Злобина. Дела по взысканиям тянулись долгие годы, в том числе было продано с торгов и 5000 десятин земли, некогда приобретённой сыном Василия Алексеевича Константином. Внук Злобина начал тяжбу о возвращении ему имения своего отца как незаконно проданного, дело разбиралось несколько лет и кончилось тем, что уже император Николай I приказал выдать вместо имения 100 000 рублей, чем дело и кончилось.